# Rio Manuel George
O Rio Manuel George é um curso de água do arquipélago de São Tomé e Príncipe, localizado no distrito Mé-Zóchi, ilha de São Tomé, corre para Norte passando próximo às localidades de Milagrosa e de Galo Cantá.